# Großrußbach
Großrußbach ist eine Marktgemeinde mit 2305 Einwohnern (Stand 1. Jänner 2025) im Bezirk Korneuburg in Niederösterreich. Sie ist nicht zu verwechseln mit der rund 30 km weiter westlich ebenfalls im Bezirk Korneuburg gelegenen Gemeinde Rußbach.

## Geografie
Großrußbach liegt im Tal des Rußbaches im Hügelland des Weinviertels in Niederösterreich, rund 17 km nördlich von Korneuburg. Die Fläche der Marktgemeinde umfasst 32,71 Quadratkilometer. 14,2 Prozent der Fläche sind bewaldet.

### Gemeindegliederung
Das Gemeindegebiet umfasst folgende sechs Ortschaften (in Klammern Einwohnerzahl Stand 1. Jänner 2025):
- Großrußbach (998)
- Hipples (223)
- Karnabrunn (383)
- Kleinebersdorf (283)
- Weinsteig (225)
- Wetzleinsdorf (193)

Die Gemeinde besteht aus den Katastralgemeinden Großrußbach, Hipples, Karnabrunn, Kleinebersdorf, Weinsteig und Wetzleinsdorf.

### Nachbargemeinden
| Ernstbrunn       | Niederleis (Bez. Mistelbach)                |                                |
| Niederhollabrunn | Kompassrose, die auf Nachbargemeinden zeigt | Kreuzstetten (Bez. Mistelbach) |
|                  | Harmannsdorf                                | Kreuttal (Bez. Mistelbach)     |

## Geschichte
Südlich des Bahnhofs in Weinsteig wurden die Reste einer Siedlung aus der Jungsteinzeit (Lengyel-Kultur) gefunden. Die umschließende ovale Ringgrabenanlage hatte einen Ausdehnung von 250 mal 300 Metern. Es wurden vor allem Keller und Vorratsgruben freigelegt. Von den Funden (bemalte Keramik, Steingeräte, Idolfiguren) sind zwei gut erhaltene Stücke im Naturhistorischen Museum in Wien ausgestellt.
Seit 2006 ist Großrußbach Teil der Kleinregion 10 vor Wien.

## Bevölkerungsentwicklung
| Großrußbach: Einwohnerzahlen von 1869 bis 2025      | Großrußbach: Einwohnerzahlen von 1869 bis 2025 | Großrußbach: Einwohnerzahlen von 1869 bis 2025 | Großrußbach: Einwohnerzahlen von 1869 bis 2025 | Großrußbach: Einwohnerzahlen von 1869 bis 2025 |
| --------------------------------------------------- | ---------------------------------------------- | ---------------------------------------------- | ---------------------------------------------- | ---------------------------------------------- |
| Jahr                                                |                                                |                                                |                                                | Einwohner                                      |
| 1869                                                | 1869                                           |                                                | 1.806                                          | 1.806                                          |
| 1880                                                | 1880                                           |                                                | 1.800                                          | 1.800                                          |
| 1890                                                | 1890                                           |                                                | 1.794                                          | 1.794                                          |
| 1900                                                | 1900                                           |                                                | 1.832                                          | 1.832                                          |
| 1910                                                | 1910                                           |                                                | 1.959                                          | 1.959                                          |
| 1923                                                | 1923                                           |                                                | 1.998                                          | 1.998                                          |
| 1934                                                | 1934                                           |                                                | 2.023                                          | 2.023                                          |
| 1939                                                | 1939                                           |                                                | 1.958                                          | 1.958                                          |
| 1951                                                | 1951                                           |                                                | 1.906                                          | 1.906                                          |
| 1961                                                | 1961                                           |                                                | 1.701                                          | 1.701                                          |
| 1971                                                | 1971                                           |                                                | 1.483                                          | 1.483                                          |
| 1981                                                | 1981                                           |                                                | 1.565                                          | 1.565                                          |
| 1991                                                | 1991                                           |                                                | 1.681                                          | 1.681                                          |
| 2001                                                | 2001                                           |                                                | 1.939                                          | 1.939                                          |
| 2011                                                | 2011                                           |                                                | 2.131                                          | 2.131                                          |
| 2021                                                | 2021                                           |                                                | 2.238                                          | 2.238                                          |
| 2025                                                | 2025                                           |                                                | 2.305                                          | 2.305                                          |
| Quelle(n): Statistik Austria, Gebietsstand 1.1.2021 |                                                |                                                |                                                |                                                |

Das starke Bevölkerungswachstum in den letzten Jahrzehnten basiert sowohl auf einer positiven Geburtenbilanz als auch auf starkem Zuzug. Die Wanderungsbilanz in den Jahren von 1991 bis 2001 betrug +216 und in den folgenden zehn Jahren zogen um 192 mehr Personen nach Großrußbach als weg.

## Kultur und Sehenswürdigkeiten

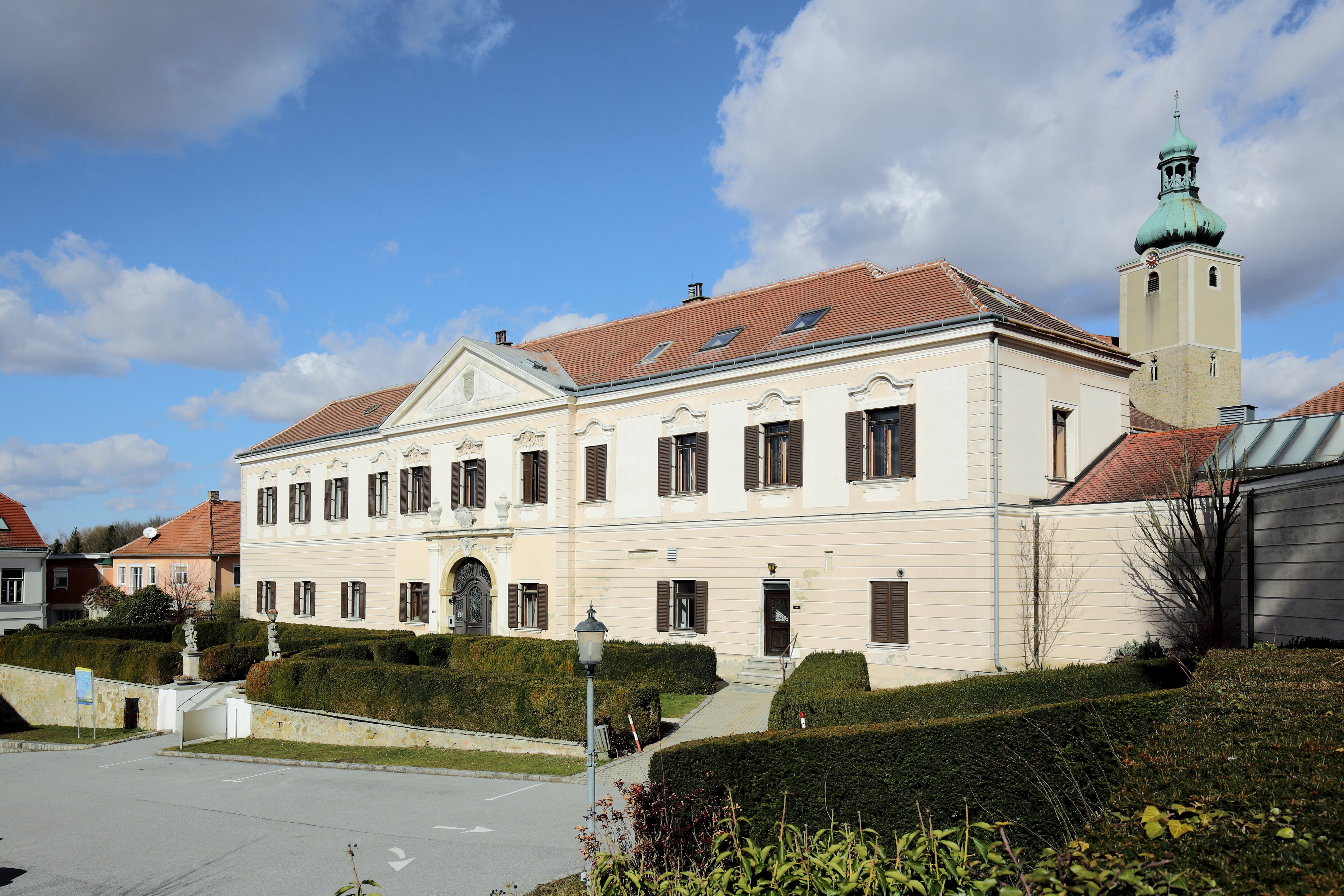
Schloss Großrußbach

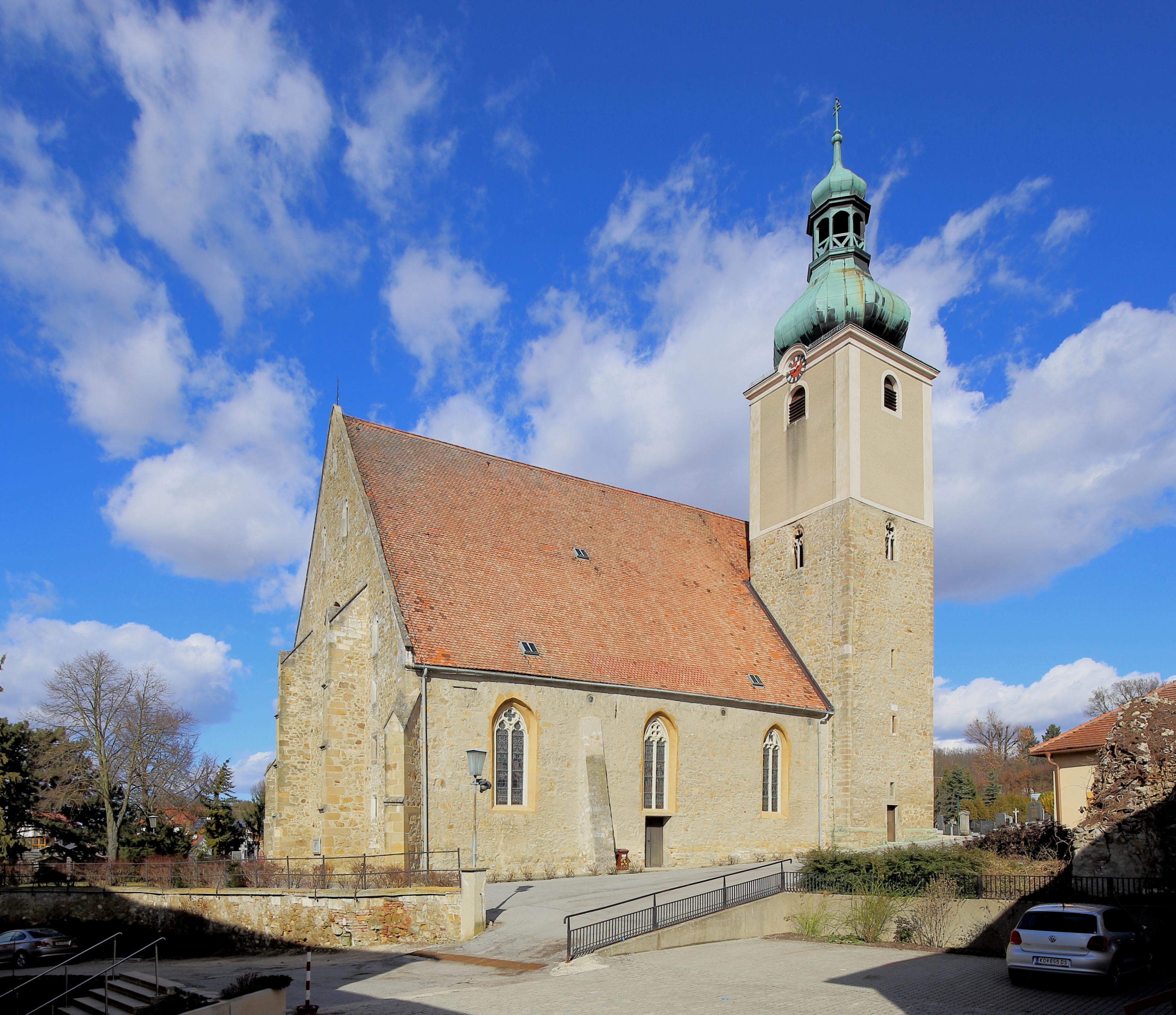
Pfarrkirche Großrußbach

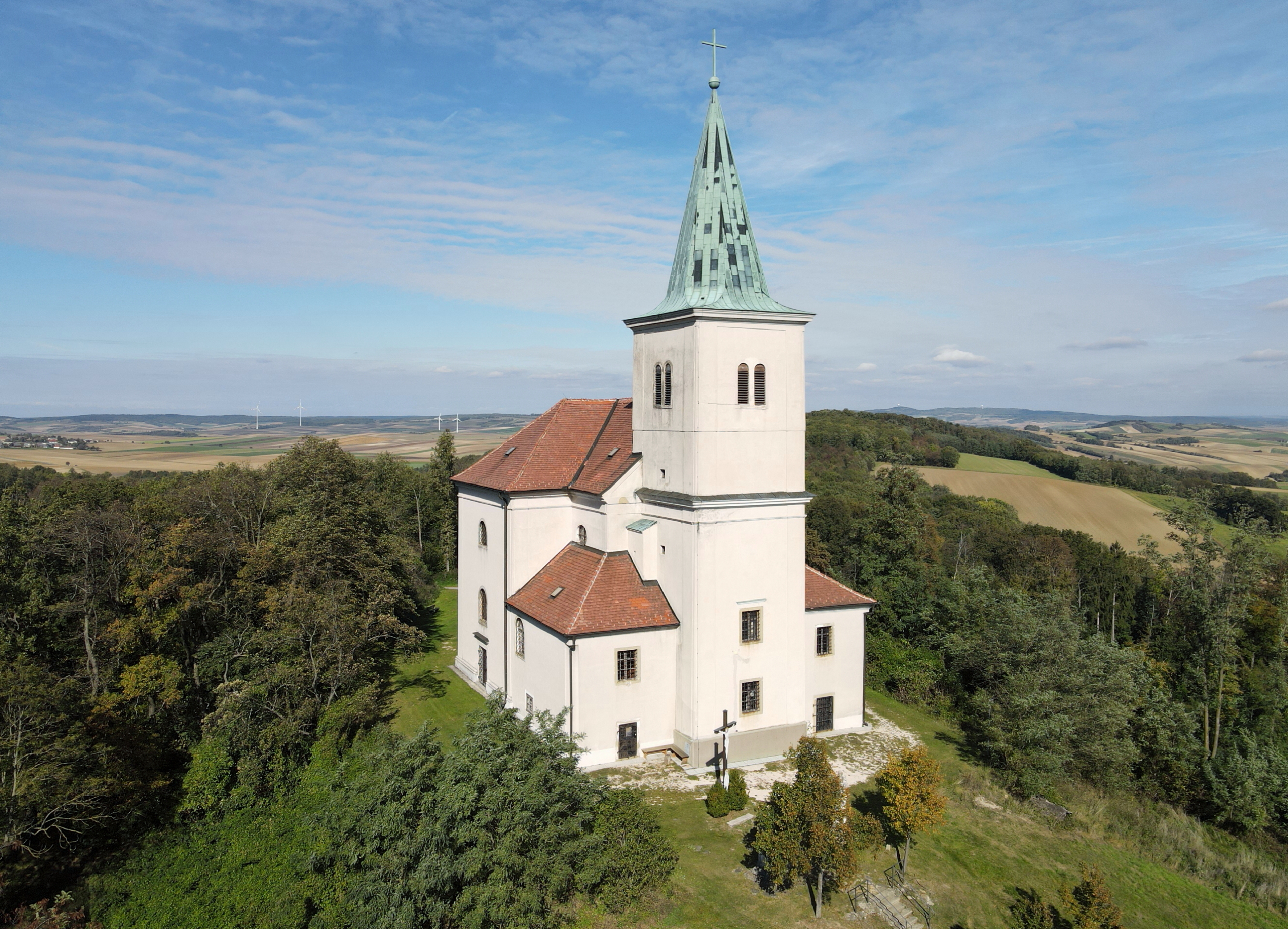
Pfarr- und Wallfahrtskirche Karnabrunn

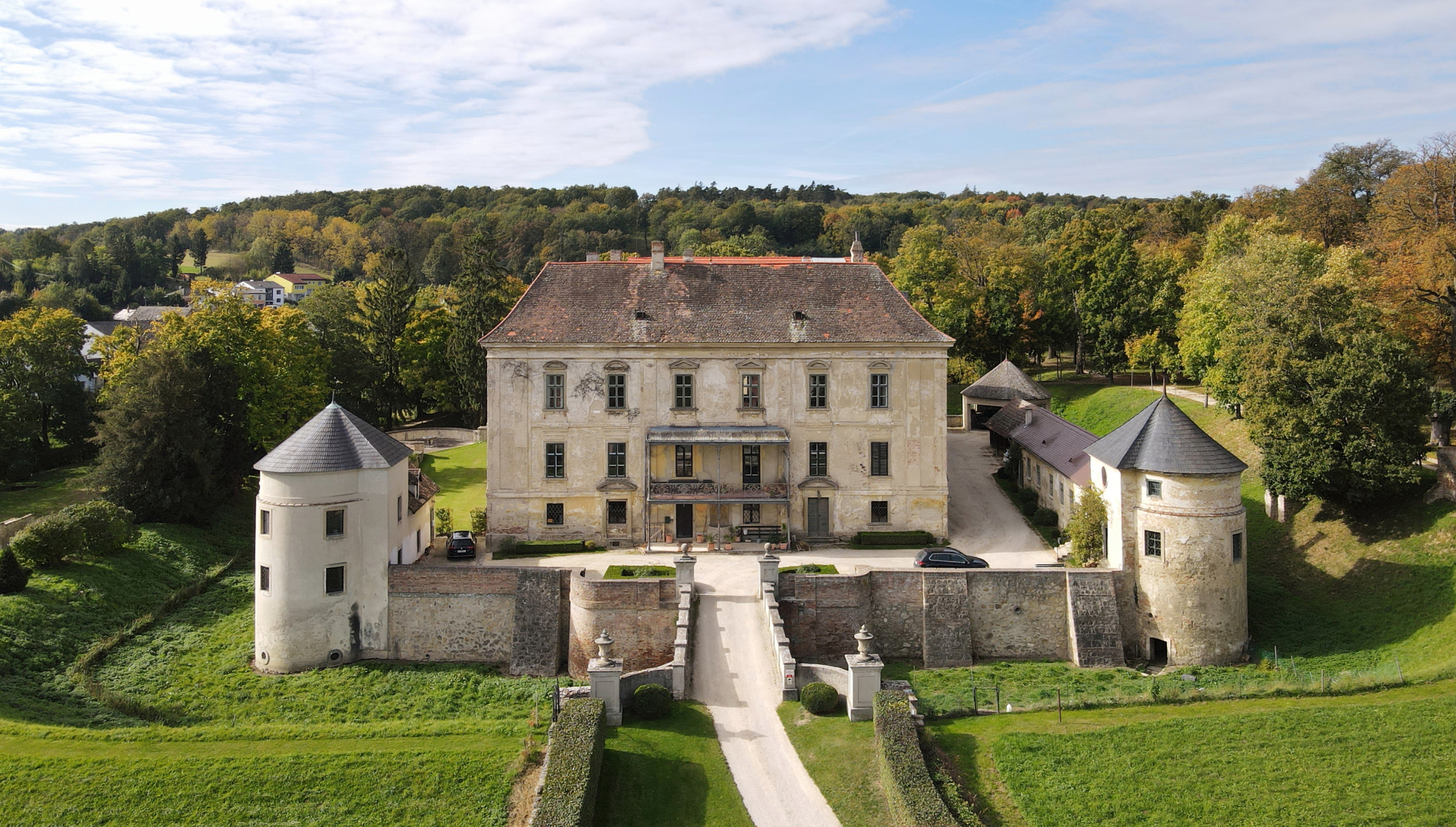
Ehemaliges Wasserschloss in Karnabrunn

- Schloss Großrußbach: Das Schloss steht unterhalb der Pfarrkirche und wird als Bildungshaus der Erzdiözese Wien genutzt.
- Katholische Pfarrkirche Großrußbach hl. Valentin: Die ehemalige Wehrkirche hat ein dreijochiges Langhaus aus der 2. Hälfte des 15. Jahrhunderts. Der zweijochige, polygonale Chor zwischen dem spätgotischen Turm und der Sakristei stammt vermutlich aus der 2. Hälfte des 14. Jahrhunderts.
- Pfarr- und Wallfahrtskirche in Karnabrunn
- Ehemaliges Wasserschloss in Karnabrunn

### Sport
- USVG Großrußbach: Der Fußballclub spielt in der 1. Klasse Nordwest. Es gibt zwei Herrenmannschaften (Erste und Reserve), eine Damenmannschaft (Gebietsliga) und 9–11 Jugendmannschaften.
- Durch Großrußbach führen mit dem Ostösterreichischen Grenzlandweg, dem Jakobsweg Weinviertel und dem Weinviertelweg mehrere überregionale Wanderwege.

### Regelmäßige Veranstaltungen
- Bauernmarkt: Jeden Samstag vormittags, außer im Jänner, wird in der Kellertrift ein Bauernmarkt abgehalten

## Wirtschaft und Infrastruktur
Nichtlandwirtschaftliche Arbeitsstätten gab es im Jahr 2001 62, land- und forstwirtschaftliche Betriebe nach der Erhebung 1999 79. Die Zahl der Erwerbstätigen am Wohnort betrug nach der Volkszählung 2001 860. Die Erwerbsquote lag 2001 bei 46,2 Prozent.

### Öffentliche Einrichtungen
In Großrußbach befindet sich ein Kindergarten und eine Volksschule.

## Politik

### Gemeinderat
Der Gemeinderat hat 21 Mitglieder.
- Nach den Gemeinderatswahlen in Niederösterreich 1990 hatte der Gemeinderat folgende Verteilung: 13 ÖVP, 4 ÜAL–Überparteiliche Aktive Liste und 2 SPÖ. (19 Mitglieder)
- Nach den Gemeinderatswahlen in Niederösterreich 1995 hatte der Gemeinderat folgende Verteilung: 15 ÖVP, 2 ÜAL–Überparteiliche Aktive Liste, 1 SPÖ und 1 FPÖ.[6]
- Nach den Gemeinderatswahlen in Niederösterreich 2000 hatte der Gemeinderat folgende Verteilung: 16 ÖVP, 2 SPÖ und 1 FPÖ.[7]
- Nach den Gemeinderatswahlen in Niederösterreich 2005 hatte der Gemeinderat folgende Verteilung: 15 ÖVP und 4 SPÖ.[8]
- Nach den Gemeinderatswahlen in Niederösterreich 2010 hatte der Gemeinderat folgende Verteilung: 15 ÖVP, 3 SPÖ und 1 FPÖ.[9] (19 Mitglieder)
- Nach den Gemeinderatswahlen in Niederösterreich 2015 hatte der Gemeinderat folgende Verteilung: 16 ÖVP, 3 SPÖ und 2 FPÖ.[10]
- Nach den Gemeinderatswahlen in Niederösterreich 2020 hatte der Gemeinderat folgende Verteilung: 16 ÖVP, 4 Grüne und 1 SPÖ.[11]
- Nach den Gemeinderatswahlen in Niederösterreich 2025 hat der Gemeinderat folgende Verteilung: 17 ÖVP, 2 Grüne, 1 FPÖ und 1 SPÖ.[12]

### Bürgermeister
- bis 2013 Johann Müller (ÖVP)
- seit 2013 Josef Zimmermann (ÖVP)

### Wappen
Blasonierung: „Ein von Silber auf Grün geteilter Schild, oben ein aus der Schildteilung wachsender roter Wolf, unten zwei gekreuzte silberne Schreibfedern, die von einer goldenen Ähre gebunden werden.“

## Persönlichkeiten

### Söhne und Töchter der Gemeinde
- Berthold (Ignaz) Fröschel (1813–1882), Propst des Stiftes Klosterneuburg 1871–1882, Mitglied des Abgeordnetenhauses 1879–1882[13]
- Maria Schanda (1906–1970/80er), Schauspielerin

### Personen mit Bezug zur Gemeinde
- Johann Kurz (1913–1985), Geistlicher und Rektor des Erzbischöflichen Seminars Hollabrunn